# Občina Berca, Buzău
Berca je občina v hribovitem okrožju Buzău v Romuniji v dolini reke Buzău. Kot nova upravna enota je nastala leta 1968. Pred tem so bila naselja v različnih oblikah in z različnimi imeni. Znana je po pridobivanju olja in zemeljskega plina.
Občino sestavlja petnajst vasi: Băceni, Berca, Cojanu, Joseni, Mânăstirea Rătești, Pâcelele, Pleșcoi, Pleșești, Rătești, Sătuc, Tâțrligue, Valea Nucului in Viforâta.

## Znamenitosti

### Blatni vulkani
Geološki in botanični rezervat Blatni vulkani v občini Berca je v hribih, ki obkrožajo občino, v bližini vasi Pâclele. Blatni vulkani, redek geološki pojav, se pojavljajo, ko blato in plin izbruhneta iz globine 3 km in spominjajo na prave majhne vulkane.

### Samostan Rătești
Samostan Rătești je srednjeveški samostan, potrjen z listinami iz 17. stoletja. Je vzhodni pravoslavni nunski samostan, v njem je muzej verskih knjig in predmetov.
Samostan je postavila bojarska družina Dragomir. Najstarejša znana listina, ki se nanaša nanjo, je donatorstvo z dne 6. maj 1634. Takrat je bil to samostan menihov. Zaradi pomanjkanja menihov je bil samostan leta 1752 opuščen, leta 1760 pa je bil oživljen kot skupnost nun. Od leta 2006 živi v njem okoli 75 nun.
Samostanska cerkev je bila zgrajena v mešanem neoklasicističnem in lokalnem cerkvenem slogu. Med letoma 1843 in 1844 sta jo poslikala Nicolae Teodorescu in njegov nečak Gheorghe Tattarescu.
Zvonik, ki ga je leta 1854 postavil Dionisie Romano, je bil leta 1894 ponovno oblikovan in znižan na višino 18 metrov, ko je bil po potresu poškodovan.
Kompleks vključuje muzej blizu vodnega izvira (iz leta 1911). Muzej je bil odprt leta 1975 v dvorani, ki jo je leta 1859 poslikal menih iz bližnjega samostana Ciolanu. Hrani večjezično biblijo, natisnjeno leta 1629 v grščini, latinščini in hebrejščini. Obiskovalci si lahko ogledajo tudi fragment Bukareške biblije iz leta 1688, prvo izdajo, prevedeno v romunščino, skupaj s ponatisom iz leta 1988.
Drugi razstavljeni predmeti so številne ikone, naslikane na les ali steklo ter vezenje z zlatom in srebrom.

## Demografija
Po popisu leta 2002 sta bila v občini Berca 9602 prebivalca, zato je med največjimi občinami v okrožju. 99 % prebivalcev je Romunov.

## Pleșcoi
Vas Pleșcoi slovi po predelavi mesa, predvsem po prekajenih ovčjih klobasah s papriko in česnom. Zaščitene so v Evropski uniji.